# Gero Bisanz
Gero Bisanz (Konojady, 3 de noviembre de 1935 - 17 de octubre de 2014) fue un entrenador y futbolista alemán que jugaba en la demarcación de centrocampista.

## Biografía
Debutó como futbolista con el FC Colonia en 1956 de la mano de Hennes Weisweiler. Permaneció en el club durante cuatro temporadas, aunque jugó tan solo seis partidos. En 1960 fue traspasado al Viktoria Colonia. Disputó 216 encuentros, llegando a marcar trece goles. Colgó las botas al finalizar la temporada 1969/1969. Dos años más tarde, el Bayer 04 Leverkusen le contrató para el puesto de entrenador para las dos temporadas siguientes. Tras un breve paso por el TuS Lindlar, fichó por el club que le vio retirarse, el Viktoria Colonia, por cuatro años. Finalmente, en 1982, se convirtió en el seleccionador de la selección femenina de fútbol de Alemania. Con el combinado alemán consiguió la Eurocopa Femenina 1989, la Eurocopa Femenina 1991 y la Eurocopa Femenina 1995. Su mejor puesto en un mundial fue el subcampeonato en la Copa Mundial Femenina de Fútbol de 1995 celebrada en Suecia tras perder contra Noruega por 0-2.
Falleció el 17 de octubre de 2014 a los 78 años de edad.

## Clubes

### Como futbolista
| Club             | País                | Año         | Partidos | Goles |
| ---------------- | ------------------- | ----------- | -------- | ----- |
| FC Colonia       | Alemania Occidental | 1956 - 1960 | 6        | 0     |
| Viktoria Colonia | Alemania Occidental | 1960 - 1969 | 216      | 13    |

### Como entrenador
| Club                                     | País                | Año         |
| ---------------------------------------- | ------------------- | ----------- |
| Bayer 04 Leverkusen                      | Alemania Occidental | 1971 - 1973 |
| TuS Lindlar                              | Alemania Occidental | 1974 - 1975 |
| 1. FC Colonia II                         | Alemania Occidental | 1976 - 1980 |
| Selección femenina de fútbol de Alemania | Alemania            | 1982 - 1996 |

## Palmarés

### Campeonatos internacionales
| Título            | Club                                     | País     | Año  |
| ----------------- | ---------------------------------------- | -------- | ---- |
| Eurocopa Femenina | Selección femenina de fútbol de Alemania | Alemania | 1989 |
| Eurocopa Femenina | Selección femenina de fútbol de Alemania | Alemania | 1991 |
| Eurocopa Femenina | Selección femenina de fútbol de Alemania | Alemania | 1995 |